# District de Meijiang
Le district de Meijiang (梅江区 ; pinyin : Méijiāng Qū) est une subdivision administrative de la province du Guangdong en Chine. Il est placé sous la juridiction de la ville-préfecture de Meizhou.